# Bento Rodrigues
Bento Rodrigues es un subdistrito del municipio brasileño de Mariana, localizado a 35 kilómetros del centro de esta ciudad y a 124 kilómetros de la capital del estado, Belo Horizonte. En 2015 tenía una población estimada de 600 habitantes, ocupando cerca de 200 inmuebles. El subdistrito fue un importante centro de minería durante el siglo XVIII y el camino de la histórica Estrada Real atraviesa su centro urbano, comunicando a los distritos de Santa Rita Durão y de Camargos.
El área donde se encuentra el subdistrito todavía es conocido por su intensa minería. En el lugar, se encontraban las represas de Fundão y de Santarém, ambas pertenecientes a la empresa minera Samarco. Además de la minería, el turismo es otro de los motores de la economía local. Bento Rodrigues cuenta con un hotel rural, además de atractivos naturales como la Cachoeira do Ouro Fino, un salto de agua de 15 metros, con un lago de 5x3 metros y una profundidad máxima de 1,5 m. En las cercanías del subdistrito, más allá del río Gualaxo do Norte, se encuentran los distritos y poblados de Paracatu, Paracatu de Baixo, Rio Doce, Camargos, Barra Longa, Santa Rita Durão, Barreiro y Gesteira.

## Rompimiento de represas en 2015

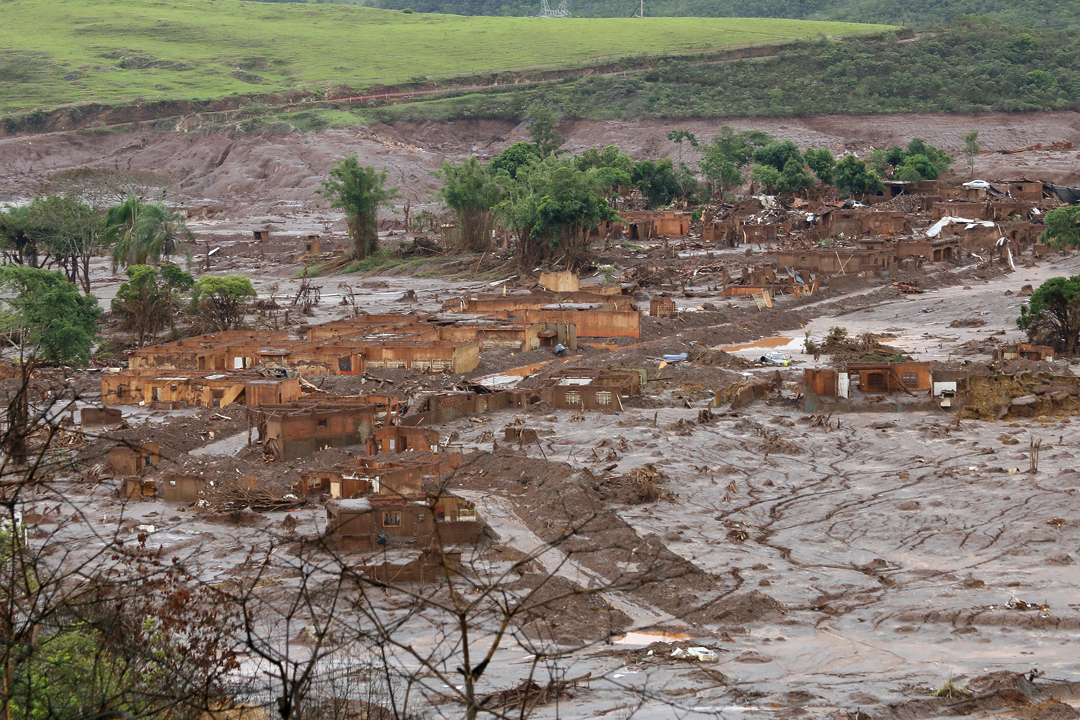
Bento Rodrigues luego del rompimiento de las presas.

En la tarde del 5 de noviembre de 2015 dos presas que contenían desechos tóxicos producto de la extracción y procesamiento del mineral de hierro se rompieron en Minas Gerais, afectando a cientos de habitantes en dos villas que se encontraban algunos kilómetros río abajo. La represa de Fundão forma parte de la Mina Germano, controlada por la compañía Samarco Mineração SA, se sitúa en el distrito de Santa Rita Durão, que forma parte del municipio de Mariana, en la región central de Minas Gerais. La presa fue construida para albergar los desechos del mineral de hierro que son extraídos en diferentes minas de la región.